# حشيشة الزجاج المخزنية
حشيشة الزجاج  أو حريقة، حشيش الريح، ودن الفار، لسان الطير أو حشيشة الزجاج المخزنية  أو حبيقة السور أو الحشيشة السوداء هو نبات عشبي يميل إلى الإحمرار مع ساق متفرع قليلًا وهش جدًا ويبلغ ارتفاعه ما بين 10 إلى 70 سم ويتواجد في جنوب ووسط أوروبا وفي جنوب غرب آسيا.